# Jody Egginton
Jody Egginton (Coventry, 28 de janeiro de 1974) é um engenheiro automotivo britânico que atualmente é o diretor de engenharia da Red Bull Advanced Technologies. Anteriormente, ele ocupou o cargo de diretor técnico da equipe de Fórmula 1 da Racing Bulls.

## Carreira
Egginton começou sua carreira no automobilismo com uma passagem de um ano na equipe de Fórmula 1 da Tyrell como designer júnior em 1996.
Após um ano, ele ingressou na Xtrac e assumiu o cargo de engenheiro de design da caixa de marchas, antes de se mudar para a Alemanha para trabalhar na Opel Team Holze como engenheiro de equipe de design, corrida e teste, onde passou os próximos cinco anos na empresa.
Egginton ingressou brevemente na Aston Martin Racing como engenheiro de corrida e design por um ano em 2004, depois retornou à Fórmula 1 com a Jordan Grand Prix como engenheiro de corrida. Ele passou cinco anos com a equipe de Silverstone, que se tornaria Midland F1 Racing, Spyker F1 Team e Force India F1 Team.
Em 2010, Egginton deixou a Force India e ingressou na recém-criada Lotus Racing como engenheira chefe. Dois anos depois, ele foi promovido a diretor de operações desta equipe que foi rebatizada para Caterham F1 Team, cargo que ocupou por mais dois anos até ingressar na Scuderia Toro Rosso como chefe de desempenho de veículos em 2014. Três anos depois, Jody foi promovido a diretor técnico adjunto.
Em 2019, o diretor técnico da Toro Rosso, James Key, decidiu deixar a equipe para assumir o cargo de diretor técnico da McLaren, com isso, Egginton foi promovido para substituir Key como diretor técnico da Toro Rosso, equipe esta que foi posteriormente renomeada para Scuderia AlphaTauri e Racing Bulls. Em 10 de março de 2025, a Racing Bulls anunciou que seu diretor técnico, Jody Egginton, deixaria a equipe e que se transferiria para a Red Bull Advanced Technologies em 1 de abril. E, que, a saída dele seria coberta por pessoas que já estavam na equipe. Com seu chefe técnico, Tim Goss, assumindo funções adicionais, assim como seus substitutos Guillaume Cattelani e Andrea Landi, que lideram o desempenho e o design do carro, respectivamente, também passando a cumprir a função de diretor técnico.